# سيزا نبراوي
سيزا نبراوي (24 مايو 1897م - 24 فبراير 1985م)، ولدت يوم 24 مايو من عام 1897 في قرية القرشية إحدى قرى السنطة بمديرية الغربية،
هي صديقة هدى شعراوي في المؤتمرات الدولية والداخلية وهما أول من نزع الحجاب في مصر بعد عودتهما من الغرب إثر حضور مؤتمر الاتحاد النسائي الدولي الذي عقد في روما 1923م. في واقعة خلع النساء حجابهن في محطة القطار في 1923م كانت هي أصغرهن، وسارت «نبراوي» على خطى هدى شعراوي وتقدمت معها صفوف المتظاهرات في ثورة 1919، وأكملت في الاتحاد النسائي بعد وفاة مؤسسته هدى شعراوي.

## نشأة
كان اسمها عندما ولدت «زينب محمد مراد»، في الشهر العاشر من عمرها انفصل والدها عن والدتها. كفلتها بنت خالة أمه «عديلة هانم نبراوي» وأسمتها «سيزا» وأعطتها لقب أسرتها فتحولت الطفلة «زينب محمد مراد» إلى سيزا نبراوي وعاشت في الإسكندرية. سافرت مع أسرتها الجديدة إلى باريس عام 1905 وتلقت تعليمها في مدرسة ليسيه دو فرساى حتى سن الـ17. في عام 1931 انتحرت أمها البديلة بسبب مشكلات مع زوجها وأعيدت سيزا التي كان عمرها 15 عامًا إلى مصر لتكتشف أن أمها عديلة ليست أمها الحقيقية وكان هذا الاكتشاف قاسيًا على نفسها خاصة بعد الحياة المحافظة التي فرضها عليها أبوها وأمرها بأن تضع على وجهها البرقع، ومن هنا أغلقت على نفسها باب غرفتها لعدة أيام رافضة الخروج من البيت إلى أن جاءت هدى شعراوي وكانت صديقة حميمة لأمها البديلة المتوفاة وأقنعتها بالخروج.

## حياتها الوظيفية
إلى جانب رئاستها لتحرير مجلة L'Egyptienne الفرنسية، التي يصدرها الاتحاد النسائي، كانت سيزا أشهر عضوات الاتحاد لعقود طويلة، وأصبحت رئيسة للاتحاد النسائي الديمقراطي الدولي، ومقره في برلين، واستقالت منه فيما بعد اعتراضًا على موقفه من القضية الفلسطينية.

### إنجازات
تحقق في عهد رئاستها الاتحاد النسائي، عدة مطالب منها رفع سن الزواج للفتيات ليصبح 16 عامًا، والتأكيد على حق الفتاة في التعليم، ومن ثم السماح لها بالترشح للبرلمان والمناصب المختلفة.
توفيت زينب محمد مراد أو سيزا نبراوي في 24 فبراير عام 1985.